# Політична родина Адамсів
Родина Адамсів (англ. Adams political family) – американська політична родина англійського походження в Сполучених Штатах, найвідоміша з кінця 18 століття до початку 20 століття. Базуючись у східному Массачусетсі, вони були частиною бостонської брахмінської спільноти. Родина походить від Генрі Адамса з Бартон-Сент-Девіда, Сомерсет, Англія. До її складу входять президенти США Джон Адамс і Джон Квінсі Адамс. Два президенти та їхні нащадки також походять від Джона Олдена, який прибув до Сполучених Штатів на Мейфлавері.
Родина Адамсів є однією з чотирьох родин, які дали двох президентів Сполучених Штатів з однаковим прізвищем. Інші — родини Бушів, Рузвельтів і Гаррісонів.